# Mercedes-Benz R171
La Mercedes-Benz R171 è la seconda generazione della Mercedes-Benz Classe SLK, un'autovettura di tipo roadster di fascia medio-alta prodotta dalla casa automobilistica tedesca Mercedes-Benz dal 2004 al 2011.

## Storia e profilo

### Debutto
I primi prototipi camuffati della seconda generazione della roaster SLK vennero sorpresi negli ultimi mesi del 2003, quando il progetto era oramai in fase avanzata. Ma della futura biposto tedesca si conoscevano a grandi linee alcune delle principali caratteristiche stilistiche, sebbene ancora non si avessero certezze sull'aspetto della vettura definitiva nella sua interezza.
La presentazione avvenne al Salone dell'automobile di Ginevra del 2004. La commercializzazione fu avviata il 27 marzo dello stesso anno, pochi giorni dopo la chiusura della kermesse elvetica.

### Linea ed interni
Per la nuova roadster, sono state mantenute le linee principali che hanno caratterizzato la precedente SLK e decretato il suo successo commerciale. Ritroviamo quindi il classico cofano motore relativamente allungato, l'abitacolo arretrato, quasi a ridosso del retrotreno e naturalmente il tetto retrattile in metallo che va a scomparire all'interno dell'apposito vano ricavato nel bagagliaio. Ma le novità maggiori si scoprono osservando la vettura più da vicino, specie nel frontale, dominato dalla nuova calandra dal disegno "a freccia" che riprende quello adottato sulle contemporanee monoposto di Formula 1 e copiato dalla Mercedes-Benz SLR McLaren. Al centro di tale calandra campeggia il grosso logo della Casa tedesca, mentre ai suoi lati sono presenti due grosse feritoie per il raffreddamento del motore. Alle due estremità del frontale sono montati i nuovi gruppi ottici a goccia. Anche lateralmente, la vettura ostenta maggior aggressività grazie ai passaruota allargati ed alle minigonne dal disegno più grintoso. Tipici sono anche gli specchietti retrovisori esterni con indicatori di direzione integrati, mentre il padiglione risulta, in configurazione chiusa, decisamente più arcuato rispetto al modello precedente. La coda è anch'essa dominata da nuovi gruppi ottici dal profilo a goccia in luogo dei precedenti fari di forma triangolare. Sempre in coda, sulla sommità del portellone del bagagliaio si nota anche un piccolissimo spoiler appena accennato ed integrato nel portellone stesso.
L'abitacolo della SLK R171 è tipicamente Mercedes-Benz, unisce sportività, eleganza e lusso, senza sacrificare il comfort di marcia. Una delle pecche sta nell'abitabilità non eccezionale, specie se paragonata a quella della concorrente, la Z4 seppure quest'ultima risulti meno confortevole nei viaggi e con una posizione di guida più incassata. Migliore della vettura bavarese è invece la capienza del bagagliaio (seppure ridotta rispetto al modello precedente), anche quando questo è sacrificato dalla presenza del tetto ripiegato ed alloggiato al suo interno. I sedili sono avvolgenti e dal disegno sportivo grazie anche ai poggiatesta integrati. Spiccano ancora il volante multifunzione a tre razze, il cruscotto con tachimetro e contagiri ognuno racchiuso da un cilindro in alluminio e la plancia dal disegno moderno e tecnologico, dominata dal display da 6"5 facente parte del sistema multifunzione che integra il navigatore e la gestione del sistema audio e di telefonia mobile. Il raffinato impianto di climatizzazione è integrato (come optional) da una inedita funzione, denominata Airscarf (dall'inglese: "sciarpa d'aria") e che consiste in un getto d'aria calda erogato da apposite bocchette installate sulla parte superiore dello schienale dei sedili. Tale getto d'aria riscalda il collo e la testa dei due occupanti in maniera tale da poter viaggiare a cielo aperto anche nelle stagioni fredde.

### Struttura e meccanica
Rispetto alla precedente SLK, la scocca della R171 è stata rinforzata ed irrigidita del 46% già in configurazione aperta. Anche la rigidità flessionale è stata incrementata, in questo caso del 19%. Ciò è stato possibile grazie all'impiego di acciai altoresistenziali e leghe di alluminio e di magnesio, che hanno contribuito tra l'altro a contenere il peso della vettura, che mediamente è diminuito di 45 kg.
Lo schema delle sospensioni propone alcune novità, come l'avantreno a tre bracci oscillanti in luogo della precedente soluzione a quadrilateri. Il retrotreno, invece, mantiene l'ormai tradizionale architettura multilink. Ammortizzatori idraulici monotubo, molle elicoidali e barre antirollio su entrambi gli assi completano il quadro relativo alle sospensioni. Lo sterzo abbandona invece il sistema a circolazione di sfere in favore di quello a cremagliera. L'impianto frenante prevede dischi anteriori autoventilanti da 288 mm di diametro e posteriori pieni da 278 mm. Il tutto era corredato da dispositivi di sicurezza quali l'ABS, l'ESP, il TCS ed il BAS (assistente elettronico alla frenata d'emergenza).

### Motorizzazioni
Al lancio, la R171 era disponibile nelle seguenti versioni:
- SLK200 Kompressor: versione di base equipaggiata da un 1.8 sovralimentato con compressore volumetrico ed in grado di erogare 163 CV di potenza massima;
- SLK350 V6: mossa da un V6 da 3.5 litri, questa versione era in grado di erogare fino a 272 CV;
- SLK55 AMG: versione ad alte prestazioni, realizzata con la collaborazione del reparto sportivo AMG, spinta da un V8 da 5,4 litri e 360 CV di potenza massima.

Le due motorizzazioni meno potenti erano accoppiate ad un cambio manuale a 6 marce, mentre la versione AMG era prevista con un cambio automatico sequenziale 7G-Tronic.

## Evoluzione
I livelli di allestimento per la SLK R171 erano tre: base, Chrome e Sport. Per i modelli SLK200 Kompressor ed SLK280, si poteva scegliere tra uno qualunque dei tre livelli, mentre la SLK350 era disponibile unicamente nel livello Sport e le versioni AMG avevano un proprio allestimento specifico.
Nel 2005, la gamma viene ampliata con l'introduzione della SLK280, equipaggiata con un V6 da 3 litri in grado di erogare 231 CV. L'anno seguente, viene invece introdotta la SLK55 AMG Black Series, che differiva dalla "normale" SLK55 AMG per il motore, portato da 360 a 400 CV, e per il limitatore di velocità innalzato da 250 a 280 km/h. Altre modifiche riguardano il tetto fisso in fibra di carbonio ed un impianto frenante più performante. Esternamente, questa versione si riconosce per il paraurti ridisegnato con spoiler specifico integrato, i passaruota più larghi e realizzati anch'essi in fibra di carbonio ed i nuovi cerchi in lega da 19 pollici.

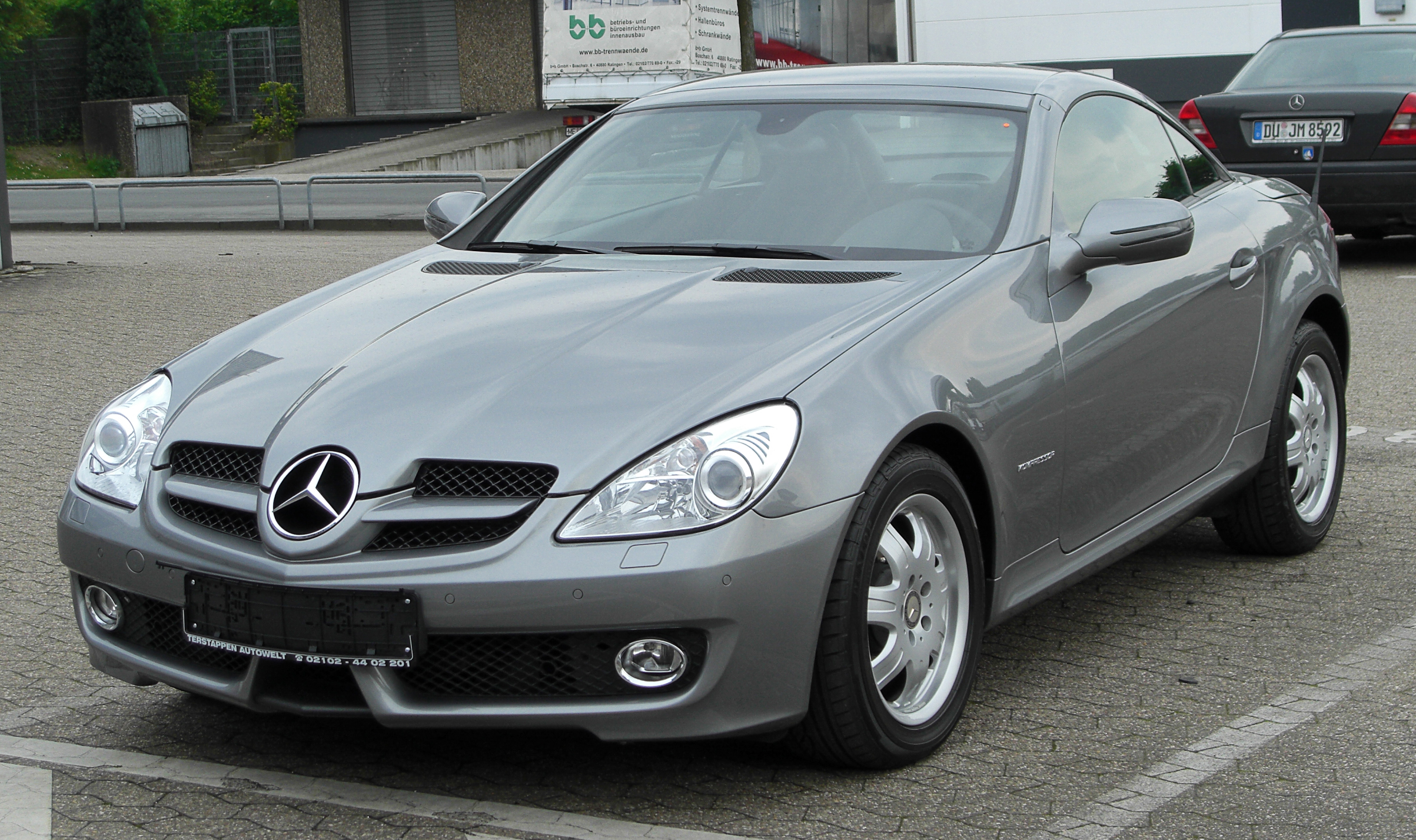
Vista anteriore del restyling 2008...

Nel 2007 è la volta di una nuova edizione limitata, denominata Edition 10, con la quale si intendeva festeggiare i primi dieci anni di SLK.

### Restyling 2008
Annunciato dapprima a fine dicembre 2007 con la diffusione di alcune immagini e dati tecnici, nel corso del 2008 arriva il restyling: esternamente le modifiche riguardano il nuovo paraurti ridisegnato, i nuovi indicatori di direzione a led integrati negli specchietti, i terminali di scarico trapezoidali, i gruppi ottici posteriori con luci di retromarcia in plastica brunita ed il nuovo estrattore posteriore. Nell'abitacolo spicca il nuovo volante a tre razze, mentre vengono utilizzati nuovi materiali più gradevoli al tatto. Meccanicamente, i motori sono stati oggetto di aggiornamenti volti a ridurre i consumi e le emissioni nocive. In alcuni casi, nonostante ciò, le prestazioni sono persino migliorate, come per esempio nei modelli SLK200 Kompressor ed SLK350, rispettivamente passate dagli originari 163 e 272 CV a 184 e 305 CV. Sparisce invece dal listino la versione Black Series, mentre rimane in vendita la SLK55 AMG "normale" da 360 CV, che tra l'altro è stata l'unica della gamma a non ricevere tutti gli aggiornamenti portati dal restyling.

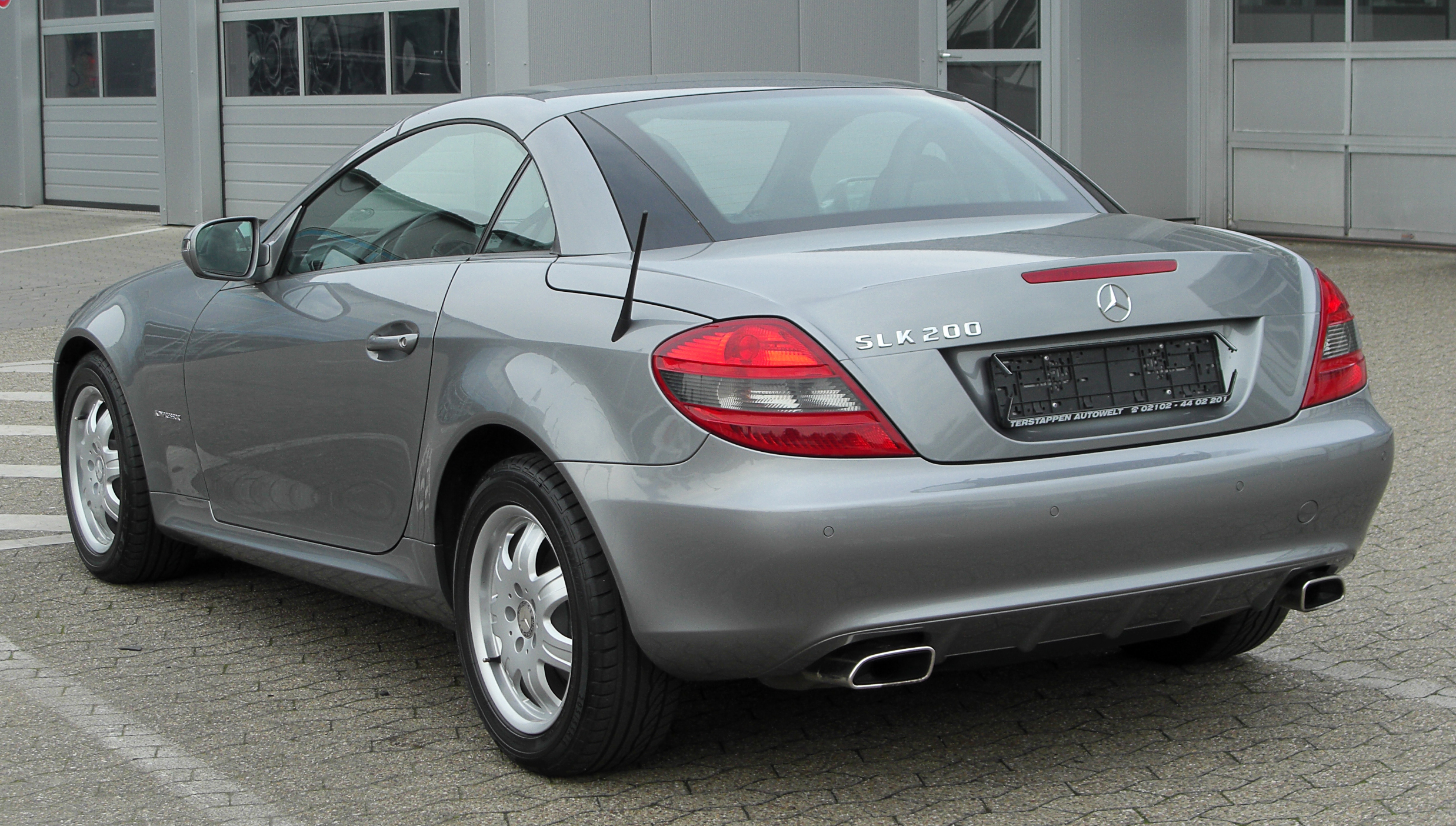
...e posteriore

Nel 2009, la SLK280 viene semplicemente ribattezzata come SLK300, ma senza subire aggiornamenti rilevanti. Nello stesso anno, viene introdotta al Salone di Ginevra una nuova edizione limitata, la 2Look Edition. L'anno successivo, verso la fase discendente della carriera della roadster tedesca, vede la luce una nuova SLK speciale, questa volta denominata Grand Edition. Sempre nel 2010, per il solo mercato italiano, è stata introdotta una serie limitata della SLK, denominata Naked.
All'inizio del 2011, la gamma R171 è stata tolta dal listino, sostituita dalla nuova serie, la R172.

## Versioni speciali
Le tre versioni speciali a tiratura limitata sono state già menzionate, e di seguito vengono descritte più in dettaglio:
- Edition 10: in occasione del primo decennio di produzione della SLK viene introdotta la Edition 10. La vettura era verniciata in nero, oppure a richiesta in grigio metallizzato. Specifici sono i cerchi color grigio antracite a dieci razze, del diametro di 17 pollici. Nell'abitacolo, i sedili sono in pelle nera con cuciture argento. La Edition 10 era disponibile sulla base dei modelli SLK200 Kompressor, SLK280 o SLK350. In Italia, la tiratura è stata di 500 esemplari.
- 2Look Edition: la 2Look Edition è stata presentata al Salone di Ginevra del 2009. La tiratura prevista in generale è stata di 300 pezzi. La 2Look Edition era disponibile in quattro tinte: bianco calcite, bianco con riflessi madreperla, nero lucido o nero metallizzato. Era equipaggiata con cerchi da 18 pollici a 5 doppie razze di color antracite con finitura lucida. Era disponibile in tutte le motorizzazioni tranne la AMG.
- Grand Edition: introdotta l'11 gennaio del 2010, la SLK Grand Edition era una edizione limitata solo per il mercato tedesco. Si distingueva per i cerchi color argento da 18 pollici a cinque triple razze abbinati alla verniciatura color grigio grafite della carrozzeria. Internamente, la selleria è rivestita in pelle grigia con cuciture rosse.
- Naked: anche questa edizione è stata introdotta nel 2010, ma limitatamente al solo mercato italiano. La tiratura di questa edizione è di soli 99 esemplari: la vettura così allestita è caratterizzata da una certa essenzialità, riscontrabile per esempio nei sedili in tessuto con inserti in alluminio. Per il periodo in cui viene proposta in listino, la Naked va ad inserirsi alla base della gamma, poiché è spinta dal 1.8 con compressore volumetrico in grado di erogare 184 CV. Il prezzo al lancio era di 40.900 Euro.

## Riepilogo versioni e caratteristiche
Di seguito vengono riepilogate le versioni previste per la gamma SLK R171. Le motorizzazioni sono tutte a benzina.
| Modello                | Sigla telaio | Motore              | Cilindrata cm³ | Potenza CV/rpm | Coppia Nm/rpm  | Cambio/ N°rapporti | Massa a vuoto (kg) | Velocità max | Acceler. 0–100 km/h | Consumo (l/100 km) | Emissioni CO2 (g/km) | Anni di produzione |
| SLK200 Kompressor      | 171.442      | M271E18ML (271.944) | 1796           | 163/5300       | 240/ 3000-4000 | M/6                | 1.315              | 230          | 7"9                 | 8.7                | 209                  | 2004-08            |
| SLK200 Kompressor      | 171.445      | M271E18ML (271.954) | 1796           | 184/5500       | 250/ 2800-5000 | M/6                | 1.315              | 236          | 7"6                 | 7.7                | 182                  | 2008-11            |
| SLK280                 | 171.454      | M272E30 (272.942)   | 2996           | 231/6000       | 300/ 2500-5000 | M/6                | 1.365              | 250          | 6"3                 | 9.7                | 231                  | 2005-09            |
| SLK300                 | 171.454      | M272E30 (272.942)   | 2996           | 231/6000       | 300/ 2500-5000 | M/6                | 1.380              | 250          | 6"3                 | 9.7                | 220                  | 2009-11            |
| SLK350                 | 171.456      | M272KE35 (272.963)  | 3498           | 272/6000       | 350/ 2400-5500 | M/6                | 1.390              | 250          | 5"6                 | 10.6               | 255                  | 2004-08            |
| SLK350                 | 171.458      | M272KE35 (272.969)  | 3498           | 305/6500       | 360/4900       | M/6                | 1.410              | 250          | 5"4                 | 9.5                | 227                  | 2008-11            |
| SLK55 AMG              | 171.473      | M113E55 (113.969)   | 5439           | 360/5750       | 510/4000       | AS/7               | 1.465              | 250          | 4"9                 | 12                 | 288                  | 2004-11            |
| SLK55 AMG Performance  | 171.473      | M113E55 (113.969)   | 5439           | 360/5750       | 510/4000       | AS/7               | 1.500              | 280          | 4"9                 | 12                 | 288                  | 2008-11            |
| SLK55 AMG Black Series | -            | M113E55 (113.???)   | 5439           | 400/5750       | 520/3250       | AS/7               | 1.485              | 280          | 4"5                 | -                  | -                    | 2006-08            |

## Attività sportiva
Una SLK 350 è stata preparata dal team Sing Motorsport per partecipare alla 6 ore del Nürburgring del 2013 con al volante il pilota del WTCC Charles Kaki Ng e i fondatori del team Bertin ed Eugen Sing. In classifica finale, la vettura si è piazzata 46ª assoluta su 166 vetture partecipanti.